# Emmon de Looz
Emmon, mort le 5 février 1078, fut comte de Looz de 1046 à 1078. Il était fils de Gislebert, comte de Looz, et d'Erlande de Jodoigne.

## Biographie
L'archivistique atteste par les cartulaires du comté de Looz et la chronique de Saint-Trond que Emmon est bien comes lomensis ou "comte de Loos" en 1047 et en 1060.
Certains historiens pensent qu'Emmon et son frère Otton dirigèrent conjointement le comté de Looz, mais d'autres en doutent et considèrent qu'ils se partagèrent le comté, Otton recevant le comté de Duras.
Marié à Suanehilde, fille de Thierry III le Hiérosolymitain, comte de Frise Occidentale et d'Othelandis de Nordmarck, ils eurent :
- Sophie († 1065), mariée en 1062 à Géza Ier, roi de Hongrie ;
- Arnoul Ier († 1139), comte de Looz ;
- Thierry († 1125), comte de Horn ;
- Renaud 1er abbé d'Averboden ;
- Gertrude épouse de Guillaume, fils aîné du comte de Boulogne Eustache II.

## Source
- (en) Emmo († 1078) sur le site Medieval Lands.

- (nl) Cet article est partiellement ou en totalité issu de l’article de Wikipédia en néerlandais intitulé « Emmo van Loon » (voir la liste des auteurs).